# Эура
Эура (фин. Eura) — община в провинции Сатакунта, губерния Западная Финляндия, Финляндия. Общая площадь территории — 630,20 км², из которых 51,33 км² — вода.
На песчаном холме Паппиланмяки при рытье фундамента для дома священника был найден великолепный, украшенный серебром меч КМ 65:1, датируемый 1100—1250 годами, аналогичный тому, который был найден на Готланде.
Здесь родился Darude - финский репер и диджей,вместе с  Себастьяном Рейман представили Финляндию на Евровидении-2019.

## Демография
На 31 января 2011 года в общине Эура проживало 12502 человека: 6227 мужчин и 6275 женщин.
Финский язык является родным для 98,33% жителей, шведский — для 0,13%. Прочие языки являются родными для 1,54% жителей общины.
Возрастной состав населения:
- до 14 лет — 16,58%
- от 15 до 64 лет — 61,38%
- от 65 лет — 22,08%

Изменение численности населения по годам:
| Год  | Численность |
| ---- | ----------- |
| 1980 | 13729       |
| 1990 | 13406       |
| 2000 | 12957       |
| 2010 | 12507       |
| 2011 | 12502       |

## Палеогенетика

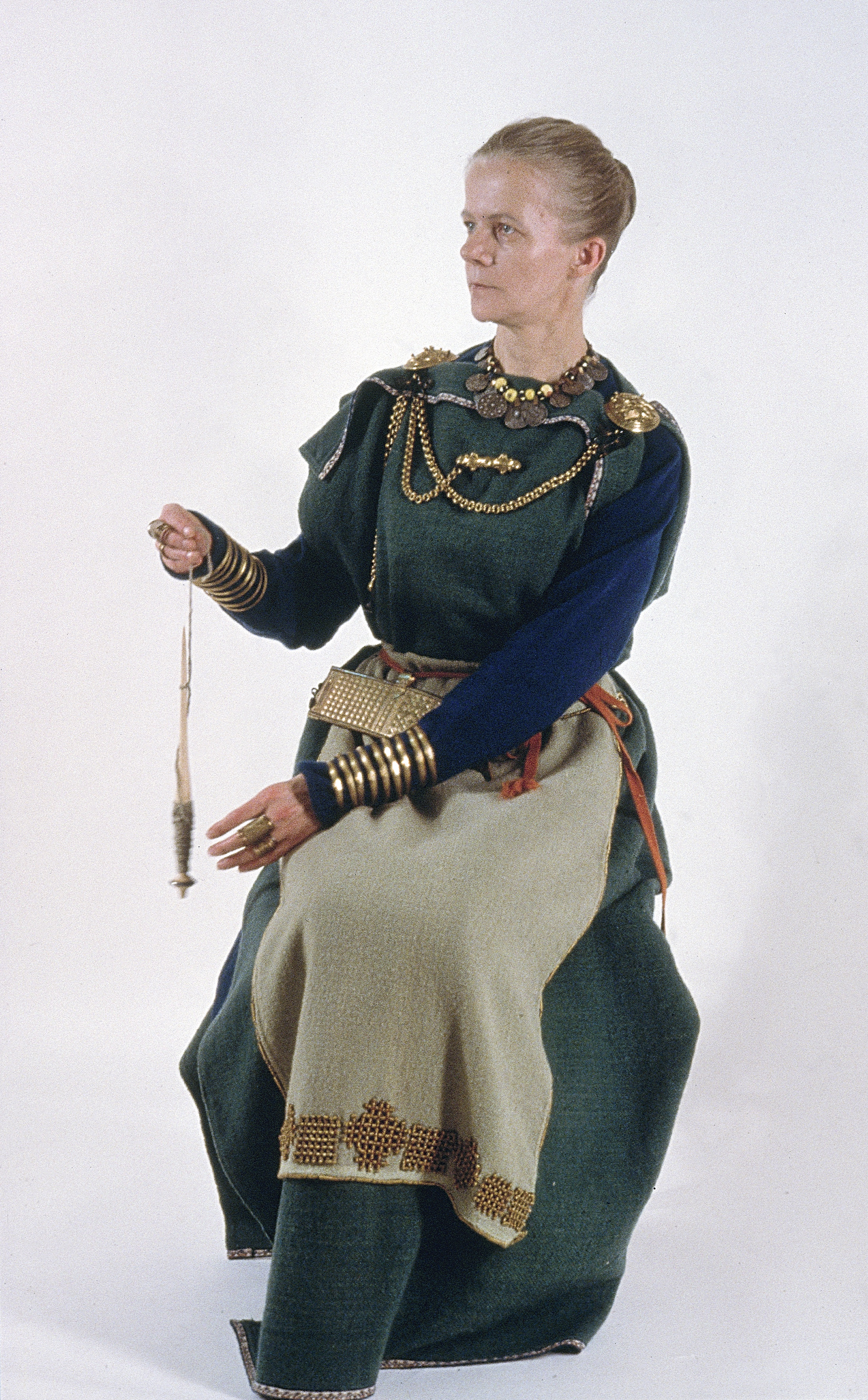
Костюм хозяйки Эуры, найденный в 1969 году в могиле так называемой Хозяйка Эуры, которая датируется 1020—1050 годами

Погребальный комплекс железного века Луйстари находится на месте поселений, существовавших в бронзовом веке на реке Эурайоки. Биоархеологи не обнаружили никаких доказательств различного питания у мужчин и женщин. Люди, похороненные в некрополе Луйстари, употребляли в пищу большое количество животного белка. Особое место в их рационе отводилось пресноводной рыбе, которая могла добываться в озере Пюхяярви (община Сякюля). В целом исследованные индивиды происходили, видимо, из небольшого, но высокостатусного общества. По своему уровню питания они не уступали населению Бирки и других известных поселений эпохи викингов. Однако их отличало лишь то, что раннесредневековые жители Финляндии не употребляли в пищу продуктов морского происхождения, например, мясо тюленей. В X–XI веках питание в местной общине несколько изменилось, что возможно, это было связано с развитием земледелия в позднюю эпоху викингов или же с увеличением численности населения, имевшего другие пищевые привычки. Также биоархеологи не нашли никаких свидетельств употребления проса, что отличало индивидов из Луйстари от славянского населения, жившего к югу от Балтийского моря.
У образцов из Луистари (Юго-Западная Финляндия) и Кирккайланмаки (Южная Финляндия) были распространены митохондриальные гаплогруппы (U4) как в Холлола, типичные для охотников-собирателей каменного века, у образцов из Хийтолы (Карелия) и района города Миккели (Восточная Финляндия) — митохондриальные гаплогруппы, характерные для древнеевропейских земледельческих популяций (H (61,5% и 47,1% соответственно), H1a7, H1a8a и H10g, U1b2 и U8b1a2b в Tuukkala, J, K, W и X, в Левянлухта (Исокюрё, Западная Финляндия) — митохондриальные гаплогруппы, связанные с саамами (U5a, U5b, U5b1b1a). У образцов из Луистари (760–1295 гг.), показывающих значительную генетическую дистанцию до Левянлухта (FST = 0,134, p <0,01) митохондриальная гаплогруппа U5b1 полностью отсутствовала, а наблюдаемые гаплотипы U принадлежат к субкладам U4, U5b2 и U2. Линия U2 преобладает сегодня в некоторых уральских группах. Общее распределение митогаплогрупп в Луистари более похоже на современное европейское население, в котором преобладали неолитические гаплогруппы H, связанные с сельским хозяйством, и встречаются митохондриальные гаплогруппы T2 и W1, чем распределение в Левянлухте и Холлоле.